# Heriades mamilliferus
Heriades mamilliferus är en biart som beskrevs av Brauns 1929. Heriades mamilliferus ingår i släktet väggbin, och familjen buksamlarbin. Inga underarter finns listade i Catalogue of Life.